# Stade Ennio-Tardini
 (avril 2025).
Si vous disposez d'ouvrages ou d'articles de référence ou si vous connaissez des sites web de qualité traitant du thème abordé ici, merci de compléter l'article en donnant les références utiles à sa vérifiabilité et en les liant à la section « Notes et références ».
Le stade Ennio-Tardini est une enceinte sportive située à Parme, en Italie. Principal équipement sportif de la ville de Parme, le stade Ennio-Tardini tient son nom d'un ancien avocat qui fut président du club de football local.
Depuis son inauguration en 1923, le stade est utilisé par le Parme Calcio 1913.

## Histoire
À l'époque de sa mise en service, le stade Ennio-Tardini devenait le dix-huitième stade d'Italie en termes de capacité, derrière le Stade Euganeo de Padoue, avec 29 019 places.
En 1995, le stade a accueilli la finale aller de la Coupe UEFA entre Parme et la Juventus.